# Justizvollzugsanstalt Heinsberg
Die Justizvollzugsanstalt Heinsberg ist eine Jugendstrafanstalt in Heinsberg, Nordrhein-Westfalen für männliche Strafgefangene im Alter von 14 bis 24 Jahren.

## Geschichte
Die JVA Heinsberg wurde im Jahr 1978 in Betrieb genommen und verfügte damals über 218 Haftplätze im geschlossenen und 24 Haftplätze im offenen Jugendstrafvollzug. Nach Abschluss der mit dem ersten Spatenstich am 19. März 2008 begonnenen umfangreichen Aus- und Umbauarbeiten erhöhte sich die Zahl der Haftplätze auf insgesamt 566. Hiervon sind 134 Haftplätze zum Vollzug von Untersuchungshaft bei Jugendlichen vorgesehen. Die Anstalt ist seitdem die größte Einrichtung ihrer Art im Land Nordrhein-Westfalen.
Überregionale Bedeutung hat die Anstalt durch ihre verschiedenen sozialpädagogischen Konzepte erhalten, wie etwa die Einrichtung von je nach Klientel speziellen Wohngruppen, beispielsweise für Gewalttäter oder besonders junge Straftäter. In diesen Wohngruppen erfahren die Insassen eine intensivere therapeutische Begleitung als im normalen Strafvollzug. Weiter wurde in der JVA Heinsberg ein pädagogisches Stufenmodell entwickelt, das mittlerweile Modellcharakter für den Jugendstrafvollzug hat. Ein breit gefächertes Ausbildungsangebot in Kooperation mit dem Berufskolleg Geilenkirchen bilden eine wesentliche Grundlage zur Wiedereingliederung der Straftäter.

## Zuständigkeit
Die JVA Heinsberg ist zuständig für die Vollstreckung von:
- Jugendstrafe, Freiheitsstrafe (§ 114 JGG)
- Untersuchungs-, Auslieferungs- und Durchgangshaft sowie Zivilhaft

Die Zuständigkeiten der Justizvollzugsanstalten in Nordrhein-Westfalen sind im Vollstreckungsplan des Landes NRW geregelt (AV d. JM v. 16. September 2003 – 4431 – IV B. 28 -).

## Ausbildung und Weiterbildung
In der JVA Heinsberg wird auch Berufsausbildung für Gefangene angeboten. Es stehen 216 Plätze zur Verfügung. Angeboten werden:
- Maurer
- Teilezurichter
- Industriemechaniker
- CNC Fortbildung für Facharbeiter in Metallberufen
- Schweißen Schwerpunkt MAG Prüfung
- Lichtbogenschweißen
- Gabelstaplerfahrer (im Rahmen der modularen Ausbildung als Fachlagerist)
- Bauten- und Objektbeschichter (modulare Qualifikation)
- Straßenbauer (modulare Qualifikation)
- Küchenhilfe
- Fachlagerist (modulare Qualifikation)
- Fliesen-, Platten- und Mosaikleger (modulare Qualifikation)
- Bodenleger (modulare Qualifikation)
- Tischler (modulare Qualifikation)
- Hauswirtschafter (modulare Qualifikation)
- Dachdecker (modulare Qualifikation)
- Metallbauer (modulare Qualifikation)
- Gebäudereiniger (modulare Qualifikation)

## Arbeitsplätze in der JVA
Die JVA Heinsberg hat 374 Bedienstete. Die Anstaltsleitung besteht aus zwei Mitarbeitern. Außerdem werden drei Geistliche, acht Psychologen, 17 Sozialarbeiter und acht Lehrer beschäftigt. Der Allgemeine Vollzugsdienst hat 252 Stellen. Im Werkdienst sind 57 Personen beschäftigt. Die restlichen Stellen liegen im Wesentlichen im Bereich der Verwaltung.

## Freizeit
Hier finden sich neben rein freizeitorientierten Maßnahmen (wie Sportneigungsgruppe) auch Behandlungsmaßnahmen wie Gesprächsgruppen mit ehrenamtlichen Betreuern oder sozialtherapeutische Gruppen wie Anti-Aggressions-Trainings.